# Зюзинский сельсовет (Новосибирская область)
Зюзинский сельсовет — сельское поселение в Барабинском районе Новосибирской области Российской Федерации.
Административный центр — село Зюзя.

## История
Статус и границы сельского поселения установлены Законом Новосибирской области от 2 июня 2004 года № 200-ОЗ «О статусе и границах муниципальных образований Новосибирской области»

## Население
| 2002  | 2010  | 2012  | 2013  | 2014  | 2015  | 2016  |
| ----- | ----- | ----- | ----- | ----- | ----- | ----- |
| 2574  | ↘2088 | ↘2016 | ↘1950 | ↘1874 | ↘1832 | ↘1797 |
| 2017  | 2018  | 2019  | 2020  | 2021  |       |       |
| ↘1785 | ↘1759 | ↘1708 | ↘1648 | ↘1627 |       |       |

## Состав сельского поселения
| № | Населённый пункт | Тип населённого пункта       | Население |
| - | ---------------- | ---------------------------- | --------- |
| 1 | Белово           | деревня                      | ↘370      |
| 2 | Зюзя             | село, административный центр | ↘728      |
| 3 | Казанцево        | деревня                      | ↘458      |
| 4 | Квашнино         | деревня                      | ↘442      |
| 5 | Новотандово      | деревня                      | ↘90       |

### Упразднённые населённые пункты
Новокрасулино — упразднённая в 1987 году деревня.